# خولیو اوسوریو
خولیو اوسوریو (اسپانیایی: Julio Osorio‎؛ زادهٔ ۲ اکتبر ۱۹۳۹) بازیکن بسکتبال اهل پاناما بود.